# Endorsement
Ein Endorsement (von englisch to endorse „unterstützen“) oder Endorser-Vertrag ist eine vertragliche Bindung einer der Zielgruppe bekannten, oft berühmten Person, die ein bestimmtes Produkt öffentlich empfiehlt oder zumindest selbst verwendet.
Geschlossen wird diese Vereinbarung mit einem bestimmten Hersteller (Ausrüster), meist Hersteller von Musikinstrumenten oder Sportgeräten.

## Endorsement in der Musik

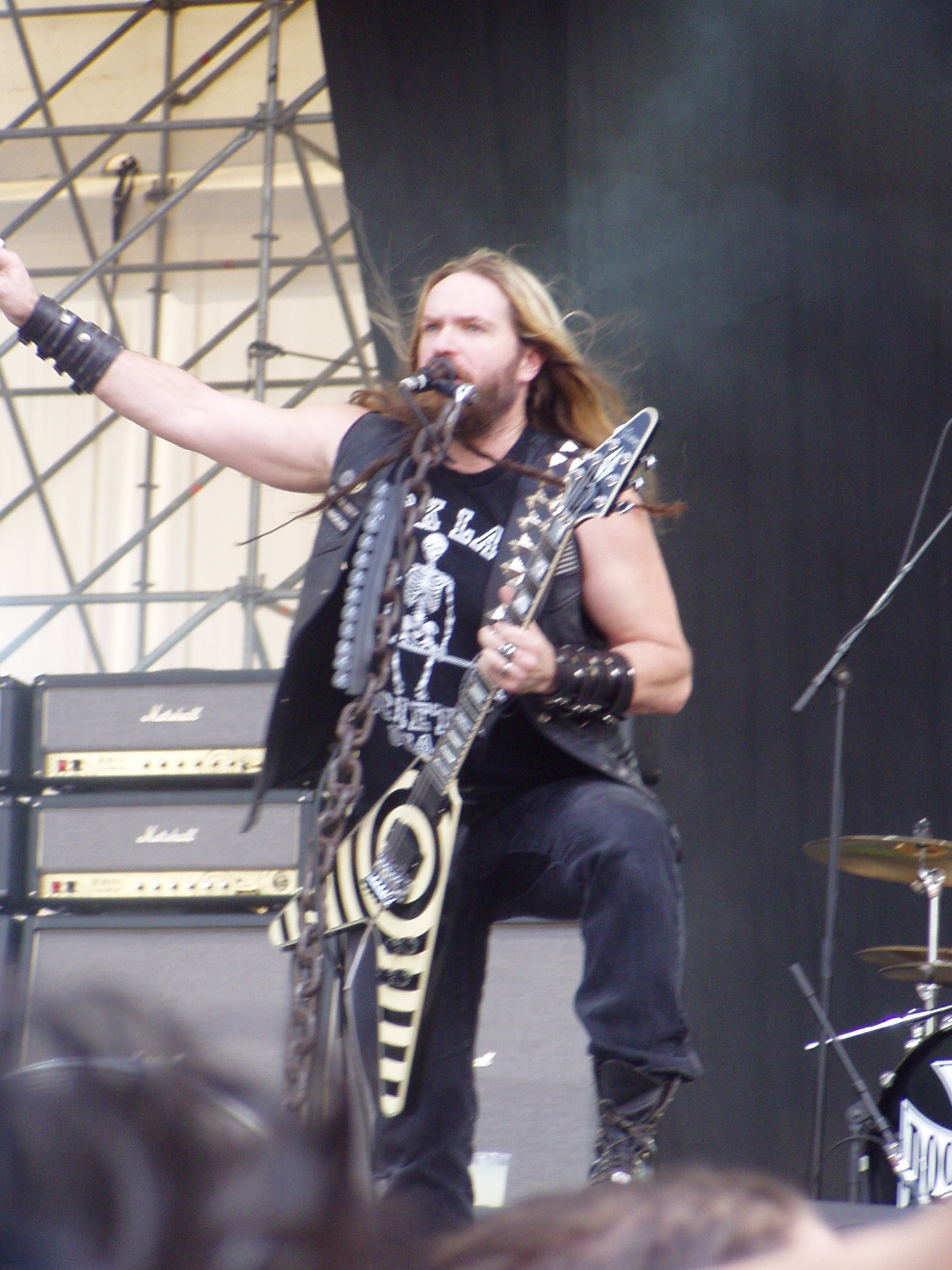
Zakk Wylde spielt eine seiner Signature-Gitarren, die Zakk Wylde Flying V Bullseye

Ähnlich dem Testimonial wirbt der Musiker für die Produkte eines spezifischen Instrumentenherstellers, indem er diese bei Liveauftritten und Studioaufnahmen einsetzt. Meist wird auf den Werbeplakaten für Tourneen und auf den Hüllen der Ton- bzw. Bildträger für die jeweiligen Instrumente geworben. Der so beworbene Hersteller verspricht sich dadurch einen besonders glaubwürdigen und auch weitreichenden Werbeeffekt. Der werbende Musiker erhält als Gegenleistung ein Honorar oder bekommt kostenlos Instrumente des Herstellers zur Verfügung gestellt. In Abgrenzung zu diesem Trend streichen manche Künstler hingegen ihre Unabhängigkeit gegenüber Herstellerfirmen heraus, indem sie die Firmennamen auf ihren Instrumenten bewusst abkleben oder anderweitig unkenntlich machen.
Signature-Modelle
Viele Hersteller bringen spezielle Musikinstrumente oder zumindest Sondermodelle (sogenannte Signature-Modelle) unter dem Namen eines bestimmten Künstlers auf den Markt. Zum Teil werden solche Modelle in Zusammenarbeit mit dem betreffenden Musiker entwickelt. Besonders verbreitet ist dieses Vorgehen bei Herstellern von Gitarren und Schlagzeugen, die neben den eigentlichen Instrumenten häufig auch Zubehör wie Schlagzeugstöcke oder Gitarrensaiten in Signature-Varianten anbieten. Berühmte Beispiele sind etwa die Gibson Les Paul oder Signature-Musikinstrumente für Steve Vai (Ibanez JEM) oder Eric Clapton (Fender Stratocaster).

## Endorsement im Sport
Sportartikelhersteller haben immer schon ihre Produkte mit Hilfe der Träger bestimmter Sportbekleidung beworben. Für Artikel außerhalb des Sports haben sich lange Zeit nur Berufssportler geeignet, da solche Werbung organisierten Amateuren verboten war. Mit der Freigabe der Amateurbedingungen 1981 kam es zu einem starken Anstieg von Produkt-Endorsement durch Spitzensportler und -trainer. In der Regel geht man davon aus, dass dies nur funktioniert, wenn der Sportler selbst zu einer Marke geworden ist, zumal dann ein wechselseitiger Nutzen entsteht, weil durch die Werbung auch für den Sportler geworben wird. Durch Skandale, z. B. im Zusammenhang mit Doping, birgt die Werbung mit aktiven Sportlern jedoch ein Risiko. Wie groß dieses Risiko ist, hängt vom Produkt ab. So hat z. B. die Uhrenmarke Festina durch den Festina-Skandal bei der Tour de France ihren Umsatz deutlich gesteigert, da das Radsportteam weiter intensiv gefördert wurde („Festina, die Uhr die dich auch in schwierigen Zeiten nicht im Stich lässt“), während z. B. der Versicherungskonzern, der mit Lance Armstrong geworben hatte, sich die Gelder auf dem Rechtsweg hat zurückerstatten lassen. Welche Sportlerpersönlichkeit zu welchem Produkt passt, ist in der Literatur umstritten, da auch die Sportart selbst ein entscheidender Faktor ist. Die Sportart Boxen mit „Doktor“ Klitschko bzw. „Gentleman“ Maske zu bewerben zeigt, dass durch solche Dissonanzen das Spektrum der Werbemöglichkeiten erweitert werden kann.

## Endorsement in der Politikberichterstattung
In den Vereinigten Staaten war es bei einigen Zeitungen üblich, Wahlempfehlungen für die Leser zu veröffentlichen, die als Endorsement bezeichnet werden. Die LA Times unterstützte traditionell die Republikaner. 1972 sprach sie sie für Richard Nixon aus und veröffentlichte dann bis 2008 keine Endorsements mehr. 2008 unterstützte sie Barack Obama und danach die demokratischen Kandidaten in Präsidentschaftswahlen. Die Washington Post gab ab 1976 Endorsements für die Demokraten ab. Die Entscheidung beider Zeitungen, bei den Präsidentschaftswahl in den Vereinigten Staaten 2024 auf ein Endorsement zu verzichten (siehe The_Washington_Post#Kontroverse_zur_Präsidentschaftswahl_2024), wurde kontrovers beurteilt.

## Endorsement in der Internationalen Rechnungslegung
Zur Rechtsverbindlichkeit der von dem privaten IASB herausgegebenen International Financial Reporting Standards (IFRS) in der EU ist ihre Anerkennung („endorsement“) durch die Europäische Kommission erforderlich.